# Cala Font
La cala Font és una petita platja semiurbana del municipi de Salou (Tarragonès), situada al cap de Salou, entre la Punta Prima i la Punta de Cavall. Està encaixada entre roques, que a llevant la separen de la cala Vinya i a ponent de la cala de Penya Tallada. Orientada al sud-oest, té una longitud de 40 metres i una amplada mitjana de 23 metres, formada per sorra fina. Disposa de servei de lloguer d'hamaques i para-sols, dutxes, un equip de primers auxilis i lloguer d'equips per a la pràctica d'esports nàutics.
L'Agència Catalana de l'Aigua efectua un control setmanal de la qualitat de l'aigua, durant la temporada de bany, amb el resultat d'excel·lent.
A un costat de la platja hi havia un restaurant, en un edifici de 2 plantes, que va ser enderrocat el 2017, en expirar la seva concessió. La demolició de l'edifici va deixar al descobert una antiga cova excavada a la pedra.